# Karel Řehka
Karel Řehka (* 1. února 1975 Tišnov) je český voják, armádní generál Armády České republiky, od července 2022 náčelník Generálního štábu Armády ČR. V letech 2010 až 2014 byl velitelem 601. skupiny speciálních sil generála Moravce, mezi roky 2014 až 2017 ředitelem Ředitelství speciálních sil Ministerstva obrany ČR a v období 2017 až 2020 působil jako zástupce velitele Mnohonárodní divize severovýchod v Elblągu. Po odchodu z armády byl od března 2020 do června 2022 ředitelem Národního úřadu pro kybernetickou a informační bezpečnost (NÚKIB).

## Život
V letech 1989 až 1993 absolvoval Vojenské gymnázium v Opavě, následně v letech 1993 až 1997 vystudoval obor průzkumný na Vysoké vojenské škole pozemního vojska ve Vyškově. Ještě před ukončením studia absolvoval v roce 1996 jako zahraniční kadet roční důstojnický kurz v Královské vojenské akademii v Sandhurstu ve Spojeném království.
Po ukončení studia ve Vyškově byl přidělen k prostějovské 6. speciální brigádě jako velitel skupiny. V roce 1998 byl vyslán do kurzu RANGER ve Spojených státech, který úspěšně absolvoval v březnu 1999. V červnu 1999 byl jako velitel průzkumného oddílu vyslán se 6. průzkumnou rotou KFOR do operace Joint Guardian na území jugoslávské provincie Kosovo.
Po návratu do republiky byl v létě roku 2000 odvelen k Vysoké vojenské škole pozemního vojska ve Vyškově, kde působil jako starší důstojník pracoviště zahraničních styků (zároveň si dálkově dokončil magisterské studium).
V roce 2001 byl společně s inspektorem leteckých návodčích pověřen úkolem vytvořit Skupinu leteckých návodčích u 32. základny taktického letectva v Náměšti nad Oslavou a této skupině v letech 2001 až 2002 velel. Následně se vrátil zpět do Prostějova, kde od října 2002 vykonával funkci velitele roty, později velitele střediska 601. skupiny speciálních sil, a to až do července 2006. V mezidobí v roce 2003 absolvoval kurs krizového řízení obrany státu na Vojenské akademii v Brně a v roce 2004 se jako zástupce velitele kontingentu speciálních sil zúčastnil operace Enduring Freedom na území Afghánistánu.
Od srpna 2006 do července 2009 působil jako vedoucí starší důstojník – specialista oddělení speciálních sil na velitelství sil rychlé reakce NATO v Rheindahlenu v Německu (jako takový se na přelomu let 2006/2007 a 2007/2008 dvakrát vrátil do Afghánistánu). Po návratu do ČR působil na Ředitelství řízení speciálních sil Ministerstva obrany ČR a byl pověřen plněním úkolů vojenského asistenta ministra obrany.
Od května 2010 do října 2014 byl velitelem 601. skupiny speciálních sil, během svého angažmá v roce 2011 velel Úkolovému uskupení speciálních sil v operaci ISAF na území Afghánistánu. Od listopadu 2014 do července 2017 zastával post ředitele na nově založeném Ředitelství speciálních sil Ministerstva obrany ČR. Následně vykonával nově zřízenou funkci zástupce velitele Mnohonárodní divize severovýchod v Elblągu, pod kterou spadají alianční jednotky rychlé reakce předsunuté na území Polska a Pobaltí. V roce 2016 ho prezident ČR Miloš Zeman jmenoval generálem.
Karel Řehka je ženatý, má dvě děti. V květnu 2019 převzal Cenu Arnošta Lustiga za odvahu, statečnost, lidskost a spravedlnost za rok 2018.

### Ředitel NÚKIB
V březnu 2020 jej jmenovala druhá Babišova vláda ředitelem Národního úřadu pro kybernetickou a informační bezpečnost (NÚKIB), a to s účinností od 20. března 2020. Vládní nominaci předtím projednal bezpečnostní výbor Poslanecké sněmovny PČR. Ve funkci tak nahradil předchozího ředitele Dušana Navrátila. Dne 29. června 2022 jmenovala vláda Lukáše Kintra jako nástupce Řehky, který na funkci ředitele NÚKIB rezignoval již 20. června, a to s účinností od 1. července 2022. Důvodem Řehkova odchodu je jeho angažmá v Generálním štábu AČR.

### Náčelník Generálního štábu AČR
Podle vyjádření ministryně obrany Jany Černochové z 1. června 2022 měl ve funkci náčelníka Generálního štábu AČR nahradit dosluhujícího Aleše Opatu. Prezidentem republiky Milošem Zemanem byl jmenován 15. června 2022 s účinností od 1. července 2022 jako třetí nejmladší náčelník štábu v české historii. Ještě před nástupem do funkce byl 22. června téhož roku povýšen do hodnosti generálmajora. Prezident republiky Petr Pavel jej 8. května 2023 povýšil do hodnosti generálporučíka. V květnu 2023 měl Řehka požádat kvůli neshodám s ministryní obrany Janou Černochovou o uvolnění z funkce, o čemž měl jednat s premiérem Petrem Fialou. Ke konci května 2023 se premiér s oběma sešel a po schůzce konstatoval: „Všichni jsme se shodli, že naším společným a nejvyšším zájmem je silná a moderní armáda, a podle toho budeme postupovat“. Dne 8. května 2025 na návrh vlády Petra Fialy byl prezidentem Pavlem povýšen do hodnosti armádního generála.

### Vyznamenání
Ukrajina
- Řád za zásluhy II. třídy[20]

Polsko
- rytířský kříž Řádu za zásluhy Polské republiky[21]
- stříbrná Medaile Polské armády[22]

Spojené státy
- Armádní pochvalná medaile[23]

Severoatlantická aliance
- Medaile NATO Non-Article 5 pro ISAF[23]

Česko
- Čestný odznak Armády České republiky za zásluhy III. stupně[23]
- Záslužný kříž III. a II. stupně[23]
- Medaile ministra obrany za službu v zahraničí – bojová mise III. stupně
- Medaile ministra obrany za službu v zahraničí – operace ISAF III., II. a I. stupně[23]
- Medaile Armády České republiky III. a II. stupně[23]

- Medaile Za službu v ozbrojených silách České republiky III., II. a I. stupně[23]
- Pamětní odznak NATO 1999 - 2009[23]
- Čestný pamětní odznak za službu v mírové misi na Balkáně[23]

- Pamětní odznak Vojenského zpravodajství[23]

- Medaile NATO „Za službu pro mír a svobodu“[23]

- Kříž vojenské policie[23]
- A další[13]